# Рановизантијска гробница код села Клисура
Рановизантијска гробница код села Клисура је под заштитом Завода за заштиту споменика културе Ниш. С обзиром да представља значајну историјску грађевину, проглашена је непокретним културним добром Републике Србије.

## Историја
Рановизантијска гробница код села Клисура се налази на територији општине Дољевца, између села Клисура и Чечина. Гробница је оријентације исток-запад са улазом на западној страни. Правоугаоне је основе, димензија 3,30×2,50×1,90 метара. Завршава се полукружним сводом који је сачуван на источном делу грађевине. Зидана је од опека са везивом од ситнозрног кречног малтера. Унутрашњост је омалтерисана танким слојем хидрауличног малтера. Уз северни и јужни зид у источној половини гробнице се налази по један зидани банак. Изнад оба банка у зиду је постављена по једна мања четвртаста ниша. Гробница је датована у 6. век. Западни део гробнице је преправљен када је ова грађевина у позно средњовековном периоду претворена у црквиште Светог Симеона Столпника. Формиран је плато са наменом припрате, а западни зид црквишта је подигнут од грубо притесаног камена, а бочни зидови црквишта су уклопљени у косину. Падине брда носе накнадно дозидани двосливни кров. У централни регистар је уписана 17. августа 2012. под бројем АН 160, а у регистар Завода за заштиту споменика културе Ниш 28. маја 2012. под бројем АН 48.